# Мясовитское
Мясови́тское (или Мязове́цкое, эст. Määsovitsa järv) — озеро в Круппской волости Печорского района Псковской области у границы с Эстонией.
Площадь — 0,3 км² (32,0 га). Максимальная глубина — 4,3 м, средняя глубина — 2,2 м. Площадь водосборного бассейна — 18,9 км².
На восточном берегу расположена деревня Кулиско.
Проточное. Относится к бассейну реки Кулейская (Кулья), которая вытекает из озера на северо-востоке и впадает в Псковское озеро. На юго-западе в озеро впадает ручей Мясовитский (эст. Määsovitsa oja).
Тип озера плотвично-окуневый с лещом. Массовые виды рыб: щука, плотва, окунь, ерш, карась, линь, лещ, язь, красноперка, густера, вьюн, щиповка, верховка, пескарь.
Для озера характерны: камыш, осока, хвощ, кубышка кувшинка, телорез, рдесты, тростник, рогоз, элодея, роголистник, гречиха (27 %).